# 迈克尔·约翰斯
迈克尔·约翰斯 （英語：Michael Johns，1964年9月8日—）是一名美国医疗保健企业管理者，美国联邦政府前官员、保守派政策分析员及作家。他是美国茶党运动的创始人之一。

## 个人简介
约翰斯出生于宾夕法尼亚州阿伦敦，1982年毕业于宾夕法尼亚州以马斯的以马斯高中，并在1986年毕业于佛罗里达州科勒尔盖布尔斯的邁阿密大學。 
20世纪80年代，他作为传统基金会的外交政策分析员，帮助构建并推广罗纳德·里根管治下的许多外交政策，而且是美国著名的苏联内政、外交政策评论家。他于1987年发表的传统基金会散文《70年的罪恶：从列宁至戈尔巴乔夫时期的苏联》是里根使用“邪恶帝国”形容前苏联的最明确的辩护。他还是传统基金会中研究第三世界的卓著专家，是里根主义的主要倡导者。他是反共产主义武装力量的显赫支持者，并探访全球各地的反共产主义武装力量，包括安哥拉的若纳斯·萨文比，以及柬埔寨、尼加拉瓜等其他国家的武装团体。
1991年离开传统基金会之后，约翰斯出任美国政府多个高级职位，包括新泽西州长、911委员会主席托马斯·基恩、美国议员奥林匹娅·J·斯诺的高级助理，随后作为乔治·赫伯特·沃克·布什（老布什总统）的演讲撰稿人加入白宫。
离开美国政府之后，约翰斯曾出任多家美国医疗保健企业的管理者，包括礼来制药、Gentiva卫生服务公司和电力移动公司（Electric Mobility Corporation） 。他还曾出任华盛顿哥伦比亚特区的国际共和研究所的全球项目总监。2009年，他与其他几名知名保守人士共同创立美国茶党，该政治团体倡导遵守美国宪法、有限政府和较低税率。
他是茶党在美国各地的主要演讲者，而且是最突出的发言人之一。
约翰斯曾接受CBS新闻 、 CNBC、福克斯新闻、PBS以及其他网络的采访，并定期为《华尔街日报》、《基督科学箴言报》及其他出版物撰稿。